# Chodeč (Velešín)
Chodeč je malá vesnice, část města Velešín v okrese Český Krumlov. Nachází se asi 1,5 km na jih od Velešína. Je zde evidováno 27 adres.
Chodeč je také název katastrálního území o rozloze 2,48 km². V katastrálním území Chodeč leží i Bor.

## Historie
První písemná zmínka o vesnici pochází z roku 1381.